# Verdello
Verdello is een gemeente in de Italiaanse provincie Bergamo (regio Lombardije) en telt 7107 inwoners (31-12-2004). De oppervlakte bedraagt 7,2 km², de bevolkingsdichtheid is 928 inwoners per km².

## Demografie
Verdello telt ongeveer 2763 huishoudens. Het aantal inwoners steeg in de periode 1991-2001 met 5,3% volgens cijfers uit de tienjaarlijkse volkstellingen van ISTAT.
| Jaar | Inwoneraantal |
| ---- | ------------- |
| 1991 | 6173          |
| 2001 | 6501          |
| 2004 | 7107          |

## Geografie
De gemeente ligt op ongeveer 173 m boven zeeniveau.
Verdello grenst aan de volgende gemeenten: Arcene, Ciserano, Comun Nuovo, Levate, Pognano, Spirano, Verdellino.